# Ron Fellows
Ron Charles Fellows (Windsor, 28 settembre 1959) è un ex pilota automobilistico canadese delle Sports Car, nonché un road course ringer NASCAR.

## Inizi di carriera
Comincia la sua carriera con i kart all'età di 14 anni, passando poi a Formula Ford 1600 e Formula Ford 2000. Quando mancarono i fondi per queste attività lasciò le corse per nove anni e lavorò come benzinaio. Fellows tornò alle corse grazie all'aiuto dell'istruttore Richard Spenard. Fece il suo debutto professionistico nel 1986 nel Player's GM Challenge, guidando una Camaro. Nel 1989 vinse il titolo vincendo al Mosport Park e conquistò la sua prima corsa SCCA Trans-Am Series nello stesso weekend. Da qui la sua carriera prese grande slancio e divenne uno dei più grandi piloti Trans Am, con 19 vittorie in 95 gare.
Fellows ebbe poi due presenze con la Ferrari 333SP, compresa una vittoria nel 1997 al Mosport Park nelle Professional Sports Car Series. Ron ha poi collezionato presenze anche nelle Craftsman Truck Series, Busch Series e NEXTEL Cup Series, come "Road course ringer". Ha due vittorie e tre pole nelle Craftsman Truck Series, vincendo due volte a Watkins Glenn. Ha avuto ancora più successo alle NASCAR Busch Series, dove in sei corse ha vinto due volte con tre pole-positions. È stato il primo non-statunitense a vincere una gara delle NASCAR Busch Series.

## Corvette Racing
Nel 1998 Ron Fellows iniziò la sua lunga collaborazione con il progetto della General Motors nel Corvette Racing, con la storica Chevrolet Corvette C5.R. Nei successi che realizzò la casa in quel periodo molti hanno riguardato direttamente anche Fellows.
Fu anche brevemente coinvolto nel programma di sviluppo della Cadillac LMP. Nel 2000 alla 24 Ore di Daytona, fece storia con il più ridotto scarto dal vincitore, 31 secondi dietro la Dodge Viper GTS-R di Olivier Beretta, Dominique Dupuy e Karl Wendlinger. Ron Fellows e la Corvette Racing fecero meglio l'anno dopo, vincendo con Chris Kneifel, Johnny O'Connell e Franck Freon.
Nella sua carriera ha vinto una 24 ore di Daytona (2001), due volte il campionato American Le Mans Series nella classe GTS costruttori (2001, 2003), tre volte la 24 ore di Le Mans e due volte la 12 Ore di Sebring.

## NASCAR
Nel 2004 Fellows compete in una gara della NASCAR NEXTEL Cup Series a Watkins Glen, dove parte 42º e finisce 2º. In tutto nelle gare della NASCAR NEXTEL Cup ha colto 5 podi, con un 56º posto nella classifica finale della Winston Cup 2003.
Nelle NASCAR Busch Series invece ha vinto 3 volte, con due pole positions, classificandosi 78º posto finale nel 1998.